# خلوت (شاهین‌دژ)
خلوت، روستایی از توابع بخش کشاورز شهرستان شاهین‌دژ در استان آذربایجان غربی ایران است.

## جمعیت
این روستا در دهستان کشاور قرار دارد و براساس سرشماری مرکز آمار ایران در سال ۱۳۸۵، جمعیت آن ۷۰۳ نفر (۱۶۲ خانوار) بوده‌است.

## ارباب رعیتی
ارباب رعیتی
این روستا در دوران حکومت قاجار ها با ورود طوایف چهاردولی ها از جمله ( امیرلو اقبال ) دوره جدیدی را در منطقه شاهین دژ شروع کرد  و با نفوذ طایفه امیرلو اقبال به دربار قاجار توانست ایل خانی را به دست بگیرد و در روستای خلوت ساکن شوند و قدرت خود را در خلوت تثبیت کنند . از خانات معروف این طایفه میتوان به علی قلی خان کلانتر اشاره کرد .
1. کمیته تخصصی نام‌نگاری و یکسان‌سازی نام‌های جغرافیایی ایران[پیوند مرده]، سازمان نقشه‌برداری کشور